# Oligosoma salmo
Oligosoma salmo — вид сцинкоподібних ящірок родини сцинкових (Scincidae). Ендемік Нової Зеландії. Описаний у 2019 році.

## Поширення і екологія
Ophiomorus salmo відомі з типової місцевості, розташованої за 15 км на північ від Хокітіки в регіоні Вест-Кост на Південному острові Нової Зеландії. Вони живуть у перехідній зоні між піщаними дюнами і луками.

## Збереження
МСОП класифікує цей вид як такий, що перебуває на межі зникнення. За оцінками дослідників. популяція Oligosoma salmo становить менше 50 особин. Їм загрожує знищення природного середовища і хижацтво з боку інтродукованих тварин.